# Beach Buggies e Lanchas
Beach Buggies e Lanchas Ltda., vorher Baby Indústria de Carrocerias Ltda., ist ein brasilianischer Hersteller von Automobilen und Kit Cars.

## Unternehmensgeschichte
José Augusto Teixeira Soares gründete 1980 das Unternehmen Baby - Indústria de Carrocerias Ltda. in Rio de Janeiro. Eine andere Quelle nennt das exakte Datum 25. November 1980. Er begann mit der Produktion von Automobilen. Der Markenname lautet Baby. Später erfolgte die Umfirmierung in Beach Buggies e Lanchas Ltda. Bisher entstanden etwa 9000 Fahrzeuge. In den 2010er Jahren liegt die jährliche Produktionsmenge bei rund 150 Komplettfahrzeugen.

## Fahrzeuge
Im Angebot stehen VW-Buggies. Zunächst bildete ein Fahrgestell von Volkswagen do Brasil mit Heckmotor die Basis. Darauf wurde eine offene Karosserie aus Fiberglas montiert. Ab 1986 war eine Version mit Targadach erhältlich. Nach 2005 kamen auch wassergekühlte Vierzylindermotoren von VW mit 1800 cm³ Hubraum und später mit 1600 cm³ Hubraum ins Angebot.
Ungewöhnlich war der ab 1990 angebotene Baby 138. Dies war eine Abwandlung des Chevrolet Chevette (in Europa: Opel Kadett C).